# Женска фудбалска репрезентација Украјине
Женска фудбалска репрезентација Украјине (укр. Жіноча збірна України з футболу) је национални фудбалски тим који представља Украјину на међународним такмичењима и под контролом је Фудбалског савеза Украјине (укр. Українська асоціація футболу), владајућег тела за фудбал у Украјини.
Тим организује и води Украјински фудбалски савез (УАФ).
Женска репрезентација Украјине игра од 30. јуна 1992. године када је угостила репрезентацију Молдавије. Пре свог првог званичног турнира, квалификационе фазе УЕФА за женско Европско првенство 1995. године, женска репрезентација Украјине одиграла је још четири пријатељске утакмице са Белорусијом 1993. године.
Први (и до сада једини) велики турнир на којем су играле био је УЕФА женско првенство 2009. у Финској. Њихово најновије такмичење су квалификације за УЕФА женско првенство 2022. године.

## Достигнућа
Утакмице и голови од 2020.
Играчи чија су имена означена подебљаним словима су и даље активни, барем на клупском нивоу.
| # | Име           | Период    | Ута | Голова |
| - | ------------- | --------- | --- | ------ |
| 1 | Људмила Пекур | 1997–2016 | 110 | ?      |

| # | Име                | Период    | Голова | Ута |
| - | ------------------ | --------- | ------ | --- |
| 1 | Дарина Апанашченко | 2002–???? | 34     | 57  |

## Такмичарски рекорд

### Светско првенство за жене
| Светско првенство у фудбалу за жене − резултати | Светско првенство у фудбалу за жене − резултати | Светско првенство у фудбалу за жене − резултати | Светско првенство у фудбалу за жене − резултати | Светско првенство у фудбалу за жене − резултати | Светско првенство у фудбалу за жене − резултати | Светско првенство у фудбалу за жене − резултати | Светско првенство у фудбалу за жене − резултати | Светско првенство у фудбалу за жене − резултати |           | Квалификациони резултати | Квалификациони резултати | Квалификациони резултати | Квалификациони резултати | Квалификациони резултати | Квалификациони резултати | Квалификациони резултати |
| Година                                          | Резултат                                        | Ута                                             | Поб                                             | Нер*                                            | Изг                                             | ГД                                              | ГП                                              | ГР                                              | Ута       | Поб                      | Нер*                     | Изг                      | ГД                       | ГП                       | ГР                       |                          |
| 1991                                            | Нису учествовале (Део СССР)                     | Нису учествовале (Део СССР)                     | Нису учествовале (Део СССР)                     | Нису учествовале (Део СССР)                     | Нису учествовале (Део СССР)                     | Нису учествовале (Део СССР)                     | Нису учествовале (Део СССР)                     | Нису учествовале (Део СССР)                     | УЕФА 1991 | УЕФА 1991                | УЕФА 1991                | УЕФА 1991                | УЕФА 1991                | УЕФА 1991                | УЕФА 1991                |                          |
| 1995                                            | Нису се квалификовале                           | Нису се квалификовале                           | Нису се квалификовале                           | Нису се квалификовале                           | Нису се квалификовале                           | Нису се квалификовале                           | Нису се квалификовале                           | Нису се квалификовале                           | УЕФА 1995 | УЕФА 1995                | УЕФА 1995                | УЕФА 1995                | УЕФА 1995                | УЕФА 1995                | УЕФА 1995                |                          |
| 1999                                            | Нису се квалификовале                           | Нису се квалификовале                           | Нису се квалификовале                           | Нису се квалификовале                           | Нису се квалификовале                           | Нису се квалификовале                           | Нису се квалификовале                           | Нису се квалификовале                           | 8         | 3                        | 1                        | 4                        | 10                       | 19                       | −9                       |                          |
| 2003                                            | Нису се квалификовале                           | Нису се квалификовале                           | Нису се квалификовале                           | Нису се квалификовале                           | Нису се квалификовале                           | Нису се квалификовале                           | Нису се квалификовале                           | Нису се квалификовале                           | 6         | 2                        | 1                        | 3                        | 9                        | 12                       | −3                       |                          |
| 2007                                            | Нису се квалификовале                           | Нису се квалификовале                           | Нису се квалификовале                           | Нису се квалификовале                           | Нису се квалификовале                           | Нису се квалификовале                           | Нису се квалификовале                           | Нису се квалификовале                           | 8         | 5                        | 1                        | 2                        | 20                       | 11                       | +9                       |                          |
| 2011                                            | Нису се квалификовале                           | Нису се квалификовале                           | Нису се квалификовале                           | Нису се квалификовале                           | Нису се квалификовале                           | Нису се квалификовале                           | Нису се квалификовале                           | Нису се квалификовале                           | 12        | 5                        | 3                        | 4                        | 24                       | 15                       | +9                       |                          |
| 2015                                            | Нису се квалификовале                           | Нису се квалификовале                           | Нису се квалификовале                           | Нису се квалификовале                           | Нису се квалификовале                           | Нису се квалификовале                           | Нису се квалификовале                           | Нису се квалификовале                           | 12        | 7                        | 2                        | 3                        | 37                       | 13                       | +24                      |                          |
| 2019                                            | Нису се квалификовале                           | Нису се квалификовале                           | Нису се квалификовале                           | Нису се квалификовале                           | Нису се квалификовале                           | Нису се квалификовале                           | Нису се квалификовале                           | Нису се квалификовале                           | 8         | 4                        | 1                        | 3                        | 9                        | 10                       | −1                       |                          |
| 2023                                            | Нису се квалификовале                           | Нису се квалификовале                           | Нису се квалификовале                           | Нису се квалификовале                           | Нису се квалификовале                           | Нису се квалификовале                           | Нису се квалификовале                           | Нису се квалификовале                           | У току    | У току                   | У току                   | У току                   | У току                   | У току                   | У току                   |                          |
| Укупно                                          | -                                               | -                                               | -                                               | -                                               | -                                               | -                                               | -                                               | -                                               | 54        | 26                       | 9                        | 19                       | 109                      | 80                       | +29                      |                          |

*Жребови укључују утакмице где је одлука пала извођењем једанаестераца.

### Европско првенство у фудбалу за жене
| Европско првенство у фудбалу за жене − резултати | Европско првенство у фудбалу за жене − резултати | Европско првенство у фудбалу за жене − резултати | Европско првенство у фудбалу за жене − резултати | Европско првенство у фудбалу за жене − резултати | Европско првенство у фудбалу за жене − резултати | Европско првенство у фудбалу за жене − резултати | Европско првенство у фудбалу за жене − резултати |                       | Квалификациони резултати | Квалификациони резултати | Квалификациони резултати | Квалификациони резултати | Квалификациони резултати | Квалификациони резултати |
| Година                                           | Рез                                              | Ута                                              | Поб                                              | Нер*                                             | Изг                                              | ГД                                               | ГП                                               | Ута                   | Поб                      | Нер*                     | Изг                      | ГД                       | ГП                       |                          |
| 1993                                             | Нису учествовале                                 | Нису учествовале                                 | Нису учествовале                                 | Нису учествовале                                 | Нису учествовале                                 | Нису учествовале                                 | Нису учествовале                                 | Нису учествовале      | Нису учествовале         | Нису учествовале         | Нису учествовале         | Нису учествовале         | Нису учествовале         | Нису учествовале         |
| 1995                                             | Нису се квалификовале                            | Нису се квалификовале                            | Нису се квалификовале                            | Нису се квалификовале                            | Нису се квалификовале                            | Нису се квалификовале                            | Нису се квалификовале                            | Нису се квалификовале | 6                        | 2                        | 1                        | 3                        | 9                        | 12                       |
| 1997                                             | Нису се квалификовале                            | Нису се квалификовале                            | Нису се квалификовале                            | Нису се квалификовале                            | Нису се квалификовале                            | Нису се квалификовале                            | Нису се квалификовале                            | Нису се квалификовале | 8                        | 7                        | 1                        | 0                        | 17                       | 5                        |
| 2001                                             | Нису се квалификовале                            | Нису се квалификовале                            | Нису се квалификовале                            | Нису се квалификовале                            | Нису се квалификовале                            | Нису се квалификовале                            | Нису се квалификовале                            | Нису се квалификовале | 8                        | 1                        | 2                        | 5                        | 7                        | 18                       |
| 2005                                             | Нису се квалификовале                            | Нису се квалификовале                            | Нису се квалификовале                            | Нису се квалификовале                            | Нису се квалификовале                            | Нису се квалификовале                            | Нису се квалификовале                            | Нису се квалификовале | 8                        | 2                        | 1                        | 5                        | 7                        | 21                       |
| 2009                                             | Групна фаза                                      | 3                                                | 1                                                | 0                                                | 2                                                | 2                                                | 4                                                | 10                    | 8                        | 1                        | 1                        | 20                       | 3                        |                          |
| 2013                                             | Нису се квалификовале                            | Нису се квалификовале                            | Нису се квалификовале                            | Нису се квалификовале                            | Нису се квалификовале                            | Нису се квалификовале                            | Нису се квалификовале                            | Нису се квалификовале | 10                       | 5                        | 1                        | 4                        | 22                       | 10                       |
| 2017                                             | Нису се квалификовале                            | Нису се квалификовале                            | Нису се квалификовале                            | Нису се квалификовале                            | Нису се квалификовале                            | Нису се квалификовале                            | Нису се квалификовале                            | Нису се квалификовале | 8                        | 4                        | 1                        | 3                        | 14                       | 12                       |
| 2022                                             | Нису се квалификовале                            | Нису се квалификовале                            | Нису се квалификовале                            | Нису се квалификовале                            | Нису се квалификовале                            | Нису се квалификовале                            | Нису се квалификовале                            | Нису се квалификовале | 10                       | 5                        | 0                        | 5                        | 17                       | 25                       |
| Укупно                                           | -                                                | 3                                                | 1                                                | 0                                                | 2                                                | 2                                                | 4                                                | 68                    | 34                       | 8                        | 26                       | 113                      | 106                      |                          |

*Жребови укључују утакмице где је одлука пала извођењем једанаестераца.